# Poecilanthrax johnsonorum
Poecilanthrax johnsonorum är en tvåvingeart som beskrevs av Joseph Hannum Painter och Hall 1960. Poecilanthrax johnsonorum ingår i släktet Poecilanthrax och familjen svävflugor.
Artens utbredningsområde är Utah. Inga underarter finns listade i Catalogue of Life.